# Хаманака

43°4′38″ пн. ш. 145°7′46″ сх. д. / 43.07722° пн. ш. 145.12944° сх. д.
Хамана́ка (яп. 浜中町, はまなかちょう, МФА: [hamanaka t͡ɕoː]) — містечко в Японії, в повіті Аккесі округу Кусіро префектури Хоккайдо. Станом на 1 жовтня 2008 року площа містечка становила 423,43 км². Станом на 31 березня 2017 населення містечка становило 6028 осіб.